# Killarney (stacja kolejowa)
Killarney (ang: Killarney railway station, irl: Stáisiún Cill Airne) – stacja kolejowa w miejscowości Killarney, w hrabstwie Kerry, w Irlandii. 
Znajduje się tuż obok dworca autobusowego i Killarney Outlet Centre. W sąsiedztwie stacji przy dojazdowej drodze jest Great Southern Hotel (obecnie przemianowany na Malton Hotel), który został zbudowany dla kolei w 1854 roku i był własnością Córas Iompair Éireann do 1984 roku.
Stacja posiada umiarkowanie duży budynek z kamienia w południowej części głównego peronu, oraz krótką halę peronową. Ponieważ peron został przedłużony w czasie programu Mallow-Tralee mini-CTC obejmuje niewiele swym zasięgiem peron. Istnieje również tor po południowej stronie głównego peronu, który jest kilka razy dłuższy, a kończy się kozłem oporowym przy budynku dworca. Dawna część towarowa jest naprzeciwko głównych budynków na północnej stronie stacji.
Stacja została otwarta 15 lipca 1853 jako koniec linii z Mallow. Następnie została ona przedłużona do Tralee.

## Linie kolejowe
- Mallow to Tralee Line